# 俘虜の待遇に関する条約
俘虜の待遇に関する条約（ふりょのたいぐうにかんするじょうやく）は、1929年にジュネーヴで締結された条約であり、いわゆるジュネーヴ条約の4条約のうちのひとつ。1929年7月27日に作成された。英語での公式名称は"Convention relative to the Treatment of Prisoners of War, Geneva July 27, 1929."
「陸戦の法規慣例に関する条約」（ハーグ条約、1911年11月6日批准、1912年1月13日公布）を充実する形で作られ、日本は署名を行ったが軍部、枢密院の反対により批准しなかった。

1949年のジュネーヴ諸条約整備に際して全面改正され、「捕虜の待遇に関する1949年8月12日のジュネーヴ条約」（第3条約）となった。

## 太平洋戦争中における扱い
上述のように日本は本条約を批准していないが、太平洋戦争開戦後の1941年12月27日に、アメリカ合衆国は当時の日本における利益代表国であったスイスを通じて、同国が本条約を遵守する意思があることを伝え、また日本の意向について問い合わせてきた。
また、1942年1月3日には、英国およびその自治領が同様に利益代表国のアルゼンチンを通じて問い合わせを行った。
1942年1月29日に、日本政府はスイス、アルゼンチン外交代表に対し「適当なる変更を加えて (mutatis mutandis) 同条約に依るの意思ある」との声明を発表した。